# Novembre 1878

## Événements
- 13 novembre : premier député républicain au Portugal (Rodrigues de Freitas).

- 16 novembre (Pérou) : Manuel Pardo, chef du parti civiliste, est assassiné à Lima. Le pays est alors dans le chaos. Le gouvernement envisage de prendre le contrôle de l’exploitation du nitrate dans la région de Tarapacá.

- 21 novembre : début de la seconde guerre entre les Britanniques et les Afghans (fin en 1880).
  - Shir Ali Khan, troisième fils et successeur de Dost Mohammed Khan, provoque l’hostilité des Britanniques en se montrant bienveillant à l’égard de la Russie. Une mission russe est reçue en juin à Kaboul et les deux parties s’accordent sur un traité d’assistance militaire. Prétextant du refus de recevoir une mission anglaise, les Britanniques, qui n’entendent pas concéder à la Russie le moindre avantage dans la région, prennent l’initiative du conflit. En novembre, les forces armées anglo-indiennes envahissent une nouvelle fois l’Afghanistan par la passe de Khyber.

- 25 novembre : création du Comité d'Études du haut-Congo sous l'égide du roi des Belges Léopold II dans le but d'exploiter économiquement le bassin du Congo[1].

## Naissances
- 4 novembre : Edmond Astruc, peintre français († 11 janvier 1977).
- 7 novembre :
  - Albert Carnoy, homme politique belge († 12 janvier 1961).
  - Lise Meitner, physicienne autrichienne.
- 14 novembre :
  - Julie Manet, peintre française († 14 juillet 1966).
  - Louis Marcoussis, peintre et graveur polonais naturalisé français († 22 octobre 1941).
- 24 novembre : Norman Wilkinson, peintre, illustrateur, affichiste et camoufleur de guerre britannique († 31 mai 1971).

## Décès
- 16 novembre : Charles Vilain XIIII, homme politique belge (° 15 mai 1803).
- 18 novembre : Narcisse Virgilio Diaz (dit Narcisse Diaz de la Pena), peintre et lithographe (° 1808).
- 22 novembre : Sándor Rózsa, hors-la-loi et bandit de grand chemin (betyár) hongrois (° 10 juillet 1813).
- 28 novembre :
  - Emmanuel de Crussol d'Uzès, 12e duc d'Uzès (° 18 janvier 1840).
  - George Henry Lewes, philosophe positiviste britannique.
  - Francis Evans Cornish, premier maire de Winnipeg